# Едгар Діарінг
Едгар Діарінг (англ. Edgar Dearing; 4 травня 1893 — 17 серпня 1974) — американський актор кіно, який мав велику популярність за роль поліцейського-мотоцикліста в голлівудських фільмах.

## Біографія
Народився в 1893 році. Діарін почав зніматися у німих короткометражних комедіях у Гарольда Роуча, у тому числі у кількох з Лорелом і Харді, зокрема в класичній «Two Tars», ймовірно, його найкращой екранної ролі. Пізніше він виконував допоміжні ролі у кількох фільмах кінокомпанії «20th Century Fox» у 1940-х роках.
Діарінг продовжував зніматися у своїй улюбленій ролі поліцейського до початку 50-х років, коли він з'явився у багатьох фільмах і телевізійних серіалах. Зокрема він був запрошений на епізлодічну роль у телевізійний серіал «The Range Rider», в якому у головних ролях грали Джок Махоні та Дік Джонс.
Активно працював у кіно та телебаченні, поки не вийшов на пенсію на початку 1960-х років.
Помер від раку легенів 17 серпня 1974 року.

## Вибрана фільмографія
- 1924 — Гаряча вода — поліцейський на мотоциклі (немає в тітрах)
- 1929 — Століття джазу
- 1944 — Великий шум
- 1945 — Вулиця гріха
- 1947 — Дружина єпископа
- 1955 — Тарантул